# Antoine Percheron
Antoine Percheron est un écrivain français, né à Orléans le 27 avril 1975 et mort le 21 novembre 2000 à Paris.

## Biographie
Antoine Percheron, fils de la journaliste Martine Lecœur et de l'écrivain Daniel Percheron, passe les six premières années de sa vie à Paris. Ses parents s’étant séparés, il suit sa mère et son futur beau-père à Magnitot, petit hameau campagnard du Val-d'Oise. Ses études primaires et secondaires se passent dans des établissements locaux.
Après son baccalauréat, il entre à Paris III Sorbonne nouvelle, en section cinéma. Il se destine alors à la carrière de documentariste. Parallèlement, il fonde avec des amis « Rien à battre », un groupe de « rock bourin » dans lequel il est batteur, et avec lequel il se produit dans le Val-d'Oise ainsi qu’à Paris. Ils enregistrent un CD autoproduit.
En mai 1997, il ressent les premiers symptômes d’une tumeur cérébrale, un oligodendrogliome,.
Il soutient en 1998 un mémoire de maîtrise sur les rapports entre image et vérité historique. Il obtient la mention « très honorable ».
Il travaille alors à la réalisation d’un documentaire, resté inachevé, sur le traitement de l’autisme dans un établissement spécialisé.
Après plusieurs hospitalisations et interventions chirurgicales (Pitié-Salpêtrière, Curie), il meurt le 21 novembre 2000 à Paris. Il est inhumé quelques jours plus tard à Sammeron (Seine-et-Marne), où il avait passé les derniers mois de sa vie avec sa compagne, chez sa mère et son beau-père.

## Végétal

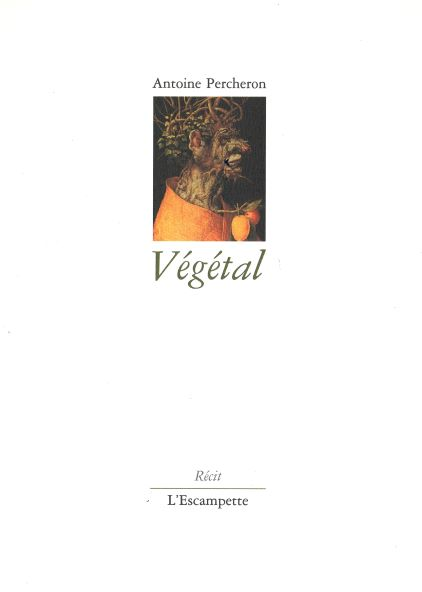
Couverture de Végétal

À sa mort, on a ouvert[Qui ?] un fichier informatique qu'il avait installé sur l'ordinateur domestique en arrivant pour y travailler - ce que son état ne lui a pas permis de faire. Il s'agissait d'un texte, intitulé Végétal, dans lequel Antoine Percheron décrit sa transformation en arbre, et qui commence ainsi : « Un jour, j’ai changé d’odeur. Je me suis mis à sentir le végétal. D'un coup. ».
En l’état, avec ses blancs, ses phrases inachevées, il est publié en septembre 2001 à L’Escampette, près de Bordeaux. L’ouvrage remporte un grand succès critique et public (11 000 exemplaires en quelques semaines, onzième au palmarès des meilleures ventes).
Il a fait l'objet d'adaptations théâtrales : la première en 2014, mise en scène de François Poujardieu avec Julien Rouhet ; l'autre en 2019, mise en scène par Guillaume Parra, avec Judith Gars.
« Grâce aux éditions de L'Escampette (avec en couverture une illustration très appropriée d'Arcimboldo) sa voix n'aura pas été tout à fait étouffée ».

## Face à face
En mars 2003, son beau-père, l’écrivain Jacques Drillon, publie à Face à face, qu'il qualifie lui-même de « récit de mort », sur sa relation avec Antoine Percheron, du jour où ils se sont rencontrés, jusqu’à sa mort et à la publication de Végétal. « Mon beau-fils Antoine n'avait que cinq ans lorsque je l'ai connu : je n'ai pas eu un regard pour lui. Il est mort vingt courtes années plus tard ; le temps pour moi d'apprendre à lui dire bonjour. »

## Publication
- Végétal, Bordeaux, L'Escampette éditeur, 2001, 38 p. (ISBN 2-914387-09-1), réédité en 2022, à Paris, Les Belles Lettres  (ISBN 978-2-2514-5350-7)